# Eurocódigo 1
El eurocódigo 1 (EN1991), ofrece información sobre las acciones a considerar en el diseño de edificios y obras públicas.
Se compone de cuatro partes, de las cuales la primera está dividida en dos, y trata las densidades, pesos propios y cargas impuestas al edificio, así como acciones de fuego, nieve, viento, efectos térmicos y reológicos, cargas durante la ejecución y acciones accidentales.
Las tres partes restantes son más específicas y versan acerca del cargas de tráfico en puentes, acciones de grúas y maquinarias, silos, tanques, etc.
- Datos: Q3557041